# Sirophoma singularis
Sirophoma singularis är en svampart som beskrevs av Höhn. 1917. Sirophoma singularis ingår i släktet Sirophoma, divisionen sporsäcksvampar och riket svampar.   Inga underarter finns listade i Catalogue of Life.